# Franconia (New Hampshire)
Franconia – miasto w Stanach Zjednoczonych, w stanie New Hampshire, w hrabstwie Grafton.